# Kevin Richardson (cantante)
Kevin Scott Richardson Littrell (Lexington, Kentucky; 3 de octubre de 1971) es un actor y cantante estadounidense de pop, miembro de la banda Backstreet Boys. Kevin alcanzó la fama siendo el mayor de los cinco miembros del grupo de pop Backstreet Boys desde su formación en 1993 hasta su retirada temporal en el año 2006 y regresó a mediados del 2012.

## Biografía
Kevin Richardson, nació en Lexington Kentucky el 3 de octubre de 1971. Hijo de Jerald Richardson —fallecido de cáncer de colon en 1991— y Ann Littrell —hermana del padre de Brian Littrell—. Kevin es el menor de los tres hijos del matrimonio, siendo sus hermanos Jerald Jr. y Timothy.
En sus comienzos, Kevin era miembro del coro en la Estill County High School de Kentucky además de ser jugador aficionado de fútbol americano. Antes de ser miembro de la banda que lo llevaría a la fama trabajó en Disney World donde actuaba como Aladdín o como una de las Tortugas Ninja. En ese lugar conoció a su futura esposa, Kristin, quien en ese entonces trabajaba como Bella en La bella y la bestia. Años más tarde, se casaron el 17 de junio de 2000.
En el año 2002, actuó como Billy Flynn en el musical de Broadway, Chicago el cual fue un éxito no solo ahí, sino que también en Londres y Toronto durante la gira hecha entre noviembre y diciembre de 2006. 
En junio de 2006, Richardson anunció su retiro como miembro de Backstreet Boys debido a su necesidad de atender otros intereses y a su deseo de «avanzar en el siguiente capítulo de la vida». En palabras escritas en la página web de la banda, Richardson expresó:

Después de 13 años de lo que describo como un sueño hecho realidad, he decidido que es tiempo de dejar la banda. Fue una difícil decisión para mí, pero fue necesario de acuerdo a la necesidad de avanzar en el siguiente capítulo de mi vida. Howard, Brian, Alex y Nick siempre serán mis hermanos y les doy todo mi apoyo. Agradezco a todas mis admiradoras por los bellos momentos que hemos compartido, los cuales recordaré por el resto de mi vida. Deseo que mis hermanos continúen por la senda de éxito y logren avanzar en su próximo trabajo.
Kevin Richardson

El 4 de noviembre de 2010, en un episodio de El show de Oprah Winfrey, Richardson se reunió con el grupo por primera vez después de cuatro años. La banda interpretó una versión en vivo de su éxito «I Want It That Way». Dos años después en 2012, durante un concierto de su exbanda, ellos anunciaron oficialmente el regreso de Kevin a la banda y el lanzamiento de un nuevo álbum ahora con Kevin, este lo confirmó mediante su Twitter, ante esta sorpresa los fanes enloquecieron y festejaron.

## Vida personal
Se casó el 17 de junio de 2000 con la actriz Kristin Kay Willits a quien conoció cuando trabajaba en Disney World. El 3 de julio de 2007 nació su primer hijo, Mason Frey Richardson Willits y el 10 de julio de 2013 nació su segundo hijo, Maxwell Haze Richardson Willits.